# Флаг Биллингса (Монтана)
Флаг Биллингса — официальный символ города Биллингс, штат Монтана, США. Представляет собой полотнище тёмно-синего цвета с белым квадратом посередине, на котором изображена печать города, и напоминает канадский столб. Печать изображает выполненную линейно синим цветом панораму города и красный диск над ним — солнце, которые очерчены надписью прописными красными буквами Star of the Big Sky Country («Звезда Страны большого неба») и названиями города и штата.
3 февраля 1986 года городской совет Биллингса утвердил общегородской конкурс проектов для флага и печати города. За каждую выигрышную работу была назначена награда 500 долларов. В обеих частях конкурса, который в итоге собрал 66 работ и завершился 15 мая, победил Фернандо Мендес — иммигрант с Филиппин, работавший арт-директором на полставки в местной рекламной фирме. Ему заплатили 1000 долларов, и флаг был принят правительством города.
В 2004 году Североамериканская вексиллологическая ассоциация поставила флаг Биллингса на 106-е место в списке 150 флагов городов США.